# Servamp
Servamp (jap. SERVAMP -サーヴァンプ-, Servamp – Sāvampu) ist eine von 2011 bis 2024 veröffentlichte japanische Manga-Serie von Strike Tanaka, welche im Magazin Monthly Comic Gene in Japan veröffentlicht wurde. 2016 wurde der Manga in einer gleichnamigen Anime-Serie adaptiert.

## Handlung
Mahiru Shirota ist ein gewöhnlicher Schüler an der Oberschule, welcher Dinge gerne auf die einfache Weise erledigt. Eines Tages findet er auf dem Nachhauseweg eine schwarze Katze, nennt diese Kuro, beschließt sie mitzunehmen und für sie zu sorgen. Als Mahiru am nächsten Tag von der Schule nach Hause kommt wundert er sich, dass anstatt seiner Katze eine ihm unbekannte Person in seinem Apartment ist. Mahiru findet heraus, dass diese Person Kuro ist und sich in eine Katze verwandelt, wenn er mit Sonnenlicht konfrontiert wird. Die schwarze Katze eröffnet, dass er in Wirklichkeit einer von sieben Vampiren, welche die sieben Todsünden repräsentieren, ist und der für die Faulheit steht. Auch gesteht er, dass er und Mahiru in dem Moment, als dieser ihm ein Glöckchen um den Hals band und seinen Namen rief, als sich der Vampir in seiner menschlichen Form befand, einen temporären Vertrag vereinbart hätten. Dieser Vertrag wurde letztlich abgeschlossen, als Kuro versehentlich Mahirus Blut trank und somit zu seinem Diener, bekannt als Servamp und Mahiru dessen Meister, genannt Eve, wurde.
Kurz darauf treffen Mahiru und Kuro erstmals auf Tsubaki, welcher behauptet, der Vampir der Melancholie und somit Kuros sowie der anderen sechs Servamps achter Bruder zu sein. Mahiru beschließt die verbleibenden Vampire der sieben Todsünden ausfindig zu machen, um gemeinsam gegen Tsubaki und dessen Untertanen zu kämpfen.

## Charaktere

### Hauptcharaktere
Mahiru Shirota (城田 真昼, Shirota Mahiru)
Sprecher: Takuma Terashima
Mahiru Shirota ist Schüler an der Oberschule im ersten Jahr (10. Klasse). Seine Mutter starb bei einem Unfall, als er noch ein Kind war. Er hat keinen Vater, sodass er bei seinem vielbeschäftigten Onkel unterkam. Weil er die meiste Zeit auf sich alleine gestellt war, hat er sich viele Talente für Hausarbeiten eigenständig angeeignet. Diese haben zwischenzeitlich sogar positiv in sein Schulleben eingebracht, wo er diese bereits mehrfach für Klassenarbeiten nutzen konnte. Nachdem er Kuro aufnahm und herausfand wer er wirklich ist, wurde er durch einen Zufall zu dessen Meister, genannt Eve. Er erhielt eine Waffe, die einem Besen ähnelt und als Zeichen eines Eves (主人, dt. „Meister“) dient. Es heißt, dass die Waffen die Persönlichkeiten der jeweiligen Eves widerspiegeln würden und das Mahiru Kuro mit einem Besen angegriffen habe.
Sleepy Ash (沈黙する終焉, Surīpī Asshu, dt. „schweigender Tod“)
Sprecher: Yūki Kaji
Sleepy Ash ist der Servamp, bzw. Vampirdiener, der Faulheit. Mahiru nannte ihn bei seinem Vertrag Kuro (クロ) aufgrund der Färbung des Felles in dessen Katzenform. Er ist der älteste der sieben Vampirgeschwister und laut der Aussage des Vampirs der Habgier auch der stärkste von allen. Dies steht allerdings im Widerspruch zu seiner ziemlich trägen Persönlichkeit, da er oft müde wirkt, Videospiele spielt und Junkfood zu sich nimmt. Außerdem ist er der einzige Vampir, der keine Subclass besitzt. Kuro hält seine Vergangenheit geheim, alleine schon eine wage Erwähnung reicht aus um den ansonsten faulen Kuro zu erzürnen. Als Mahiru in das Gedächtnis von Sleepy Ash vordringen kann, erfährt dieser wieso er nicht über seine Vergangenheit spricht: Er hatte einen Streit mit seinem Bruder Habgier als Kuro beschloss denjenigen, welcher verantwortlich für seine und dessen Geschwisters Verwandlung in Vampire, umzubringen, nachdem dieser eine Anfrage der Organisation C3 erhielt. Er tötet schließlich seinen Meister, was ihn jedoch quälte und schließlich dazu bringt, seine Aktion selbstkritisch zu hinterfragen. Aufgrund seiner Reue und Trauer entschied er nicht, als erster zu handeln, bevor jemand ihm einen Befehl erteilt, bis Mahiru ihn drängte, seinen begangenen Fehler einzugestehen. Kuros Waffe sind rasiermesserscharfe Klauen.
Tsubaki (椿)
Sprecher: Tatsuhisa Suzuki
Tsubaki ist der Vampir der Melancholie. Der mysteriöse Mann stellte sich als der jüngste und achte der Servampgeschwister vor, wobei es eigentlich nur sieben gibt. Tsubaki hat einen psychotischen und instabilen Charakter, was durch seinen Wunsch alle zu töten „die ihn nicht kennen“ dargestellt wird. Tsubaki war Meister einer großen Armee von Subclass Vampires, bis ein Großteil von Habgier bei deren Versuch Habgiers Meister während eines Konzertes zu töten, abgeschlachtet wurden. Seine tierische Form ist der Fuchs und seine Waffe ein Katana. Über seine Motive und seine Vergangenheit ist nicht viel bekannt.
Misono Alicein (有栖院 御園, Arisuin Misono)
Sprecher: Hiro Shimono
Misono Alicein ist wie Mahiru Schüler an der Oberschule und im gleichen Jahrgang. Er ist der Eve von Wollust, genannt Lily. Er kommt aus einer sehr wohlhabenden Familie, hat allerdings einen sehr schwachen Körper, wodurch er sehr schnell unter Erschöpfung leidet. Er hat einen herabwürdigenden Charakter, was aber unter anderem an seinen fehlenden sozialen Kontakten liegt. Er wurde als nicht-eheliches Kind durch eine Affäre zwischen seinem Vater und einer Hausdame gezeugt. Diese Affäre hatte zur Folge, dass die Ehefrau seines Vaters Misonos leibliche Mutter mit Hilfe des Vampirs des Neides tötete. Danach zog diese Misono als ihren eigenen Sohn auf bis sie versuchte ihn umzubringen. Dies hatte zur Folge, dass sie Mikuni, Misonos älteren Halbbruder, darum bat sie umzubringen um Misonos Leben zu retten. Da Misono lange Zeit nichts von diesem Hintergrund wusste, hasste er seinen Halbbruder.
All of Love (全ては愛に収束する, Ōru obu Rabu, dt. „alles konvergiert in Liebe“)
Sprecher: Kazuma Horie
All of Love, oder auch Snow Lily (スノウリリイ, Sunō Ririi), ist der Vampir der Wollust und der Servamp von Misono Alicein. Er ist der zweitjüngste der Geschwister, von den sieben Servamps und hat die Neigung ohne jeglichen Grund zu strippen. Er und Neid dienen der Familie seit Generationen. Nachdem Mikuni seine Mutter tötete, manipulierte er Misonos Erinnerungen, sodass er nicht in der Lage war, sich an den Grund für die Verbannung Mikunis zu erinnern. Als Misono jedoch die Manipulationen bemerkte, war das Band zwischen ihm und All of Love einige Zeit belastet was Tsubakis Subclass ausnutzen konnten um dessen Taschenuhr, die Quelle für Misonos Macht zu zerstören, was dazu führte, dass Misono noch schwächer wurde. Die Waffe von All of Love ist eine Sense, mit der er in der Lage ist, die Seelen seiner Opfer zu zerschneiden.
Licht Jekylland Todoroki (リヒト・ジキルランド・轟, Rihito Jikirurando Todoroki)
Sprecher: Nobunaga Shimazaki
Licht ist ein weltberühmter Pianist aus Österreich und der Eve von Habgier. Sein Charakter ist recht bizarr. So beschreibt er sich als Engel und trägt einen weißen Rucksack mit Engelsflügeln. Er lächelt kaum und zeigt seiner Umwelt stattdessen einen eher finsteren Blick. Er hat zudem aggressive Züge, greift Vampire auf brutale Weise an und bezeichnet diese als Dämonen. Er zeigt zudem Hass für seinen eigenen Servamp, Habgier, welchen er zumeist als „verrottender Igel“ bezeichnet. Licht hat zwei Waffen: Zum einen Schuhe, mit denen er die Geschwindigkeit der Heilung seiner Opfer manipulieren kann und zum anderen einen Flügel, womit er Lieder spielen kann, die die verschiedensten Reaktionen seiner Hörer hervorrufen können.
Lawless (唯一無二, Rōresu, dt. „Einzigartigkeit“)
Sprecher: Ryōhei Kimura
Lawless, oder Hyde (ハイド, Haido), ist der Vampir der Habgier und der Servamp von Licht. Sein Name nach Abschluss des Vertrages lautet Hyde, was zusammen mit dem zweiten Namen von Licht (Jekylland) eine Anspielung an Der seltsame Fall des Dr. Jekyll und Mr. Hyde ist und eine Symbolisierung der antagonistischen Beziehung zwischen den beiden ist. Er ist der viertjüngste Servamp und zeigt sehr instabile Charakterzüge. Er zeigt kein Interesse an menschlichem Leben und tötet alle, die ihm im Weg stehen. Laut des Vampirs des Stolzes hat Lawless die Eigenschaft seine Meister umzubringen, sollten diese ihn nicht amüsieren oder er das Interesse an diesen verlieren. Licht stellt eine Ausnahme dar, da Lawless sich über dessen Selbstbezeichnung als Engel amüsiert. Seine vorherige Meisterin war eine Prinzessin namens Ophelia. Er verliebte sich in sie. Allerdings heiratete sie den Prinzen eines Nachbargebietes und wurde später exekutiert, nachdem sie es ablehnte mit ihm zu flüchten. Sein Charakter verschlimmerte sich nach einem Streit mit Sleepy Ash, welcher entschied ihren Schöpfer umzubringen.
Tetsu Sendagaya (千駄ヶ谷 鉄, Sendagaya Tetsu)
Sprecher: Yūki Ono
Tetsu Sendagaya ist Schüler an der Mittelschule und arbeitet in seiner Freizeit im Onsen seiner Familie. Auch wenn er Schüler an der Junior High ist, hat er eine auffallend große und muskulöse Statur, sodass viele ihn für älter halten. Auch kümmert es ihn wenig, dass er mit Vampiren in Verbindung gebracht wird, da er seine Waffe – in seinem Fall einen riesigen und unzerstörbaren Sarg – mit sich herumträgt und diesen gelegentlich zu Werbezwecken für das Onsen seiner Familie verwendet.
Old Child (古き良き時代の忘れ者, Ōrudo Chairudo, dt. „Vergessener der guten, alten Zeit“)
Sprecher: Ayumu Murase
Old Child ist der Vampir des Hochmuts und durch einen Pakt an Tetsu Sendagaya gebunden. Auch wenn er der körperlich kleinste der sieben Vampire ist, ist Old Child, auch durch seinen Pakt Hugh (ヒュー, Hyū) genannt, hinter Sleepy Ash der zweitälteste Servamp. Seine größte Charaktereigenschaft ist der kindlich wirkende Stolz. Von allen sieben Servamps hat Old Child die meisten Subclass Vampires, die für ihn eine Art Netzwerk bilden; diese nutzt er zumeist um Tsubaki oder die Privatgeschichten anderer Menschen auszuspionieren.
Mikuni Alicein (有栖院 御国, Arisuin Mikuni)
Sprecher: Tetsuya Kakihara
Mikuni Alicein ist der ältere Halbbruder von Misono und der Eve des Servamps des Neides. Er ist ein Antiquitätenhändler und wurde von der Familie ausgestoßen, nachdem er seine leibliche Mutter ermordete. Misono hasst ihn für diese Tat. Er tötete seine Mutter um das Leben von Misono zu schützen und führt seither den Vampir des Neides mit sich.
Doubt Doubt (疑わしきは罰せよ, Dauto Dauto, dt. „Wenn jemand verdächtig ist, bestrafe ihn!“)
Sprecher: Kenjirō Tsuda
Doubt Doubt ist der Servamp des Neides und durch einen Pakt an Mikuni Alicein gebunden. Er ist der drittälteste der Servamps und hat einen stillen Charakter. Er spricht selten und wenn, dann murmelt er. Doubt Doubt war zunächst der Diener von Mikunis Mutter und diente der Alicein-Familie mit All of Love über mehrere Generationen hinweg. Seine Macht manipulierte seine Meisterin, was dazu führte, dass sie Misonos Mutter tötete und er jegliche Beweismittel vernichtete. Später sollte sie versuchen Misono zu töten was durch Mikuni verhindert wurde. Mikuni tötete seine Mutter und nahm Doubt Doubt mit sich. Seine Waffen sind zwei vollautomatische Maschinenpistolen die er unter seinem riesigen Mantel verbirgt.
Sakuya Watanuki (綿貫 桜哉, Watanuki Sakuya)
Sprecher: Yūto Suzuki (Anime) / Toshinari Futamachi (Hörspiel)
Sakuya ist ein Mitschüler von Mahiru Shirota und ein Subclass von Tsubaki. Als Kind lebte er zusammen mit seiner älteren Schwester und seinen Eltern in einer gemeinsamen Wohnung. Ihre Eltern waren sehr gewalttätig und missbrauchten ihre Kinder. Eines Abends sah Sakuya, wie seine Schwester, durch ihre Eltern genötigt, vom Balkon stürzte, um einen Suizid vorzutäuschen, um an die Versicherungssumme zu kommen. Wenige Jahre später ereilte Sakuya dasselbe Schicksal. Doch kurz bevor er starb, wurde er von Tsubaki gerettet. Er und Mahiru lernten sich in der Mittelschule kennen und freundeten sich an was dazu führte, dass er Mahirus Erinnerungen manipulierte um eine Sandkastenfreundschaft vorzuspielen. Nachdem Mahiru einen Pakt mit Sleepy Ash schloss entfernte er die falschen Kindheitserinnerungen und griff Mahiru an in der Hoffnung, dass er ihn umbringt. Mahiru verweigerte seinen Wunsch und versprach ihm stattdessen ihn von der Kontrolle Tsubakis zu befreien.

### Nebencharaktere
Belukia (ベルキア, Berukia)
Sprecher: Yoshitsugu Matsuoka
Belkia ist ein weiterer Subclass von Tsubaki, ein exzentrisch wirkender Mann, der seine Feinde mit magischen Spielkarten und Schwertern angreift und sich in eine Puppe verwandeln kann.
C3
Die C3 ist eine geheime Organisation, die versucht sich aus dem Konflikt zwischen Vampiren und Menschen zu enthalten jedoch gleichzeitig gegen Tsubaki vorgehen will.

### Weiteres
In Servamp gibt es so genannte Eves, die Meister über Vampire, welche durch einen Pakt aneinander gebunden sind. Bei den Eves handelt es sich um Menschen. Vampire, welche den Menschen untergeben sind, heißen Servamp. Diese sind in der Lage, eigene Subclass-Vampire, welche wiederum den Servamps ergeben sind, zu erschaffen.

## Veröffentlichungen

### Manga
Servamp wurde von Kadokawa Shoten vom 15. Juni 2011 (Ausgabe 7/2011) bis 13. Dezember 2024 im Magazin Monthly Comic Gene veröffentlicht; zunächst unter dem Namen Eve and Servamps. Die einzelnen Kapitel aus dem Magazin wurden in insgesamt 24 Tankōbon zusammengefasst veröffentlicht. Der zehnte Band verkaufte sich in der ersten Woche nach Erscheinen über 27.000-mal.
Im deutschsprachigen Raum erscheint der Manga seit 2013 bei Tokyopop in bisher 20 Bänden (Stand: Februar 2025). Im Juli des Jahres 2014 erwarb Seven Seas Entertainment die Rechte zur Veröffentlichung des Mangas in Nordamerika in englischer Sprache. Doki-Doki veröffentlicht eine französische Übersetzung, Studio JG eine polnische und Tong Li Publishing eine chinesische.

### Anime
In der 2015 veröffentlichten August-Ausgabe des Monthly Comic Gene wurde eine Anime-Adaption des Mangas angekündigt. Die Fernsehserie wurde von Brain’s Base und Platinum Vision produziert, Regie führte Itto Sara sowie ihm untergeordnet Hideaki Nakano. Hauptautor war Kenji Konuta und die Musik komponierte Kenji Kawai. Das Charakterdesign stammt von Junko Yamanaka und die künstlerische Leitung lag bei Masaki Mayuzumi. Das Vorspannlied ist Deal with von Oldcodex und der Abspann ist unterlegt mit sunlight avenue von Takuma Terashima.
Die 12 Folgen liefen vom 5. Juli bis 20. September 2016 auf AT-X, sowie mit bis zu einer Woche Versatz auch auf Tokyo MX, Sun Television, Nagoya TV Hōsō und BS Nittele. Funimation erwarb die Lizenz zur Ausstrahlung des Animes auf ihrer Webseite. Im deutschsprachigen Raum wird der Anime auf Anime on Demand mit deutschen Untertiteln gezeigt, die Plattform Wakanim bietet ihn auf Französisch an.

### Hörspiel
Weiterhin erschienen zum Manga sechs Hörspiel-CDs.